# Улица Ротерта
Улица Ро́терта — улица на северо-востоке Москвы в Ярославском районе Северо-Восточного административного округа от Ярославского шоссе до улицы Проходчиков.

## Происхождение названия
Называлась 2-я Метростроевская улица. Переименована в 1964 году в честь Павла Ротерта (1880—1954) — архитектора, главного инженера Днепростроя и организатора строительства Московского метрополитена. До 1964 года — 2-я Метростроевская улица в городе Бабушкин, по расположению в городке Метростроя.

## Расположение
Улица Ротерта занимает крайний северо-восточный угол Ярославского района Москвы, начинается от Ярославского шоссе около развязки шоссе с МКАД напротив Холмогорской улицы. На севере находится пойма реки Ичка, на востоке — заповедник Лосиный остров. Улица Ротерта имеет «П-образную» конфигурацию и идёт на юго-восток от Ярославского шоссе, пересекает улицу Проходчиков, поворачивает параллельно этой улице, опять поворачивает и заканчивается на той же улице Проходчиков.

## Транспорт
По улице Ротерта проходят автобусы № 544 (следующий до станции МЦК Ростокино и станции метро ВДНХ) и с15 (следующий через станции метро Медведково и Бабушкинская до железнодорожной платформы Лось). Автобус № 544 следует по улице только в южном направлении, № с15 — только в северном.

## Учреждения и организации
- Дом 1 — Промстройкомплект «Водники»;
- Дом 2 — «Мосспецатомэнергомонтаж»;
- Дом 5 — школа № 1537, учебный корпус «Центр образования»
- Дом 6 — психоневрологический интернат № 23 Департамента социальной защиты населения Москвы;
- Дом 12 — городская поликлиника № 218, филиал № 5;
- Дом 14 — школа № 1537, учебный корпус «Ярославушка» (дошкольное образование).